# Ctenus himalayensis
Ctenus himalayensis este o specie de păianjeni din genul Ctenus, familia Ctenidae, descrisă de Gravely, 1931. Conform Catalogue of Life specia Ctenus himalayensis nu are subspecii cunoscute.